# Madara Palameika
Madara Palameika (født 18. juni 1987 i Talsi i Lettiske SSR) er en lettisk spydkaster og som trænes af sin far Gints Palameiks.
Palameika tilkæmpede sig en 7. plads ved U23-VM i atletik i 2006 i Beijing med et kast på 46,34 meter Ved U23-EM i atletik i 2007 i Kaunas vandt hun en bronzemedalje, mens hun ved U23-EM i atletik i 2009 i Debrecen blev mester med en ny personlig samt ny lettisk rekord på 64,51 meter. Palameika deltog første gang i et VM-stævne ved VM i atletik i 2009 i Berlin, hvor hun endte på en 14. plads i sin kvalifikationsgruppe med resultatet 52,98 meter. Ved EM i atletik i 2010 i Barcelona endte hun på en 8. plads med et kast på 60,78 meter.